# Grounded
Grounded ist ein Survival-Spiel, das von Obsidian Entertainment entwickelt und von Xbox Game Studios veröffentlicht wurde. Es handelt sich um einen sowohl einzeln als auch kooperativ spielbaren Titel, in dem ähnlich wie im Film Liebling, ich habe die Kinder geschrumpft die Spielercharaktere auf die Größe von Ameisen geschrumpft sind. Ausgesetzt in einem Garten voller Gefahren müssen sie ums Überleben und ihre Rückkehr zu normaler Größe kämpfen. Grounded wurde am 28. Juli 2020 zunächst im Early Access für Windows und Xbox One veröffentlicht, die Verkaufsversion erschien am 27. September 2022, dann auch für Xbox Series. Seit 2024 ist das Spiel außerdem zusätzlich für die Konsolen PlayStation 4, PlayStation 5 und Switch erhältlich. Am 29. Juli startete mit Grounded 2 ein Nachfolger in die Early-Access-Phase.

## Spielprinzip
Grounded ist ein Survival-Spiel, das wahlweise in der Egoperspektive oder in der Third-Person-Perspektive gespielt werden kann. Der Protagonist ist darin auf die Größe einer Ameise geschrumpft und findet sich im Garten hinter einem Haus wieder. Mit den Materialien aus Flora, Fauna und diversem Zivilisationsmüll muss er sich bemühen, in dieser feindlichen Umgebung zu überleben und einen Weg zu finden, seine Ursprungsgröße wieder zu erlangen. Gespielt werden kann sowohl im Einzelspieler- als auch Koop-Modus mit bis zu drei weiteren Mitspielern.
Zu den Spielherausforderungen zählt unter anderem die regelmäßige Einnahme von ausreichend Nahrung und Wasser, da die Spielfigur sonst aufgrund von Hunger bzw. Dehydration an Gesundheit verliert. Der Hinterhof wird von verschiedenen Tieren bevölkert, darunter verschiedene Varianten von Käfern, Spinnen, Bienen, Milben oder Mücken. Sie sind Gegner und Materiallieferanten zugleich. Für Arachnophobiker gibt es einen speziellen Modus, mit dem sich das Spiel auch mit dieser Phobie spielen lassen soll.
Zum Vorankommen muss der Spieler Rohstoffen besorgen, um via Crafting-Funktionen Ausrüstung zum Überleben und Bewältigen der Auftragsziele herstellen zu können. Das umfasst beispielsweise Waffen (u. a. Äxte, Speere, Pfeil und Bogen), Rüstungen, Werkzeuge oder sonstige Gegenständen, die zur Abwehr und zum Jagen anderer Tiere notwendig sind. Das können aber auch Materialien zum Aufbau eines Basislagers oder zur Herstellung von Heilmitteln sein. Zur Progression des Spiels gehört die allmähliche Ausweitung des Aktionsradius im Garten. Mit zunehmend besserer Ausrüstung werden neue Gartenbereiche erst zugänglich und die Kämpfe gegen zunehmend gefährlichere Gegner beherrschbar. In der Nacht werden einige der Insekten aggressiver. Die Spieler müssen auch ihre Ausdauer trainieren, da der spielbare Charakter in anhaltenden Kämpfen erschöpft sein kann.

## Handlung
Das Spiel ist im Jahr 1990 angesiedelt. In einer unbekannten amerikanischen Stadt werden mehrere Kinder vermisst, darunter der oder die Spielcharaktere Max, Willow, Pete und Hoops. Die Kinder erwachen ohne Erinnerung und in geschrumpfter Form in einer unbekannten Gartenlandschaft. Bei den ersten Erkundungsschritten stoßen sie auf verschiedene Experimentiereinrichtungen des Wissenschaftlers Dr. Wendell Tully, der sich in vielen über die Spielwelt verteilten Kassettenaufzeichnungen über seine Experimente zum Schrumpfungsprozess auslässt. Im Dienste der Firma Ominent hatte er die Schrumpfungsmaschine SPAC.R erfunden und entsprechende Forschungen damit angestellt, bis er aufgrund seiner zunehmenden Zweifel seinem Arbeitgeber kündigte und verschwand.
Kurz nach Beginn des Spiels treffen die Kinder auf Wendels Assistenzroboter BURG.L, der sie auf der Suche nach einer Möglichkeit zur Umkehr der Schrumpfung mit Informationen unterstützt. Durch eine Explosion ist sein Erinnerungsspeicher zunächst jedoch eingeschränkt. Die Kinder müssen ihm daher mehrere Backup-Datenspeicher aus den unterschiedlichen Laboren Tullys in der Spielwelt besorgen. Mit der erfolgreichen Suche nach den Datenspeichern erlangen die Kinder schrittweise auch Erinnerungen an die Zeit vor der Schrumpfung zurück. Diese als Zwischensequenz wiedergegebenen Träume zeigen die Kinder als Versuchsobjekte in einem Labor der Firma Ominent, in denen ein Team von Wissenschaftlern um den Direktor Dalton Schmector auf Tullys Arbeiten basierend verschiedene Testreihen zum Schrumpfungsprozess an ihnen vornahmen. Ein Nebeneffekt der Schrumpfung ist nämlich ein Austrocknungsprozess, der bei erwachsenen Personen allmählich zum Tode führt. Kinder scheinen dagegen allerdings immun zu sein, weshalb Schmector mehrere entführen ließ, um an einem Heilmittel für den Austrocknungsprozess zu arbeiten. Als er nach erfolgreicher Forschung an dem Heilmittel die Beseitigung seiner Versuchspersonen anwies, brachte einer seiner Mitarbeiter die Kinder aus Mitleid heimlich in den Garten von Dr. Tully, in der Hoffnung, dass er den Kindern helfen könne.

## Entwicklung und Veröffentlichung
Die Arbeiten zu Grounded begann nach der Veröffentlichung von Pillars of Eterntiy 2 im Mai 2018. Noch vor der Übernahme Obsidian Entertainments durch Microsoft im November 2018 hatte bereits ein kleines Team um Game Director Adam Brennecke und Designer Bobby Null ein Konzept erstellt und mit den ersten Produktionsarbeiten begonnen. Maßgebliche inhaltliche Einflüsse zogen Brennecke und sein Team aus Filmen wie Liebling, ich habe die Kinder geschrumpft, Das große Krabbeln, Antz, Bee Movie, Die Goonies oder der Serie Stranger Things.
Grounded war das erste Projekt von Obsidian, das in Zusammenarbeit mit dem Konsolenhersteller Microsoft unter dessen Computerspielsparte Xbox Game Studios angekündigt und veröffentlicht wurde. Dadurch wurde es am 14. November 2019 im Rahmen von Microsofts X019-Veranstaltung in London zunächst auch nur exklusiv für Windows und die Xbox One vorgestellt. Einen ersten Trailer veröffentlichte Obsidian Entertainment am 8. April 2020. Ausführliche Einblicke zum Gameplay wurden am 18. April 2020 veröffentlicht. Eine erste Demo-Version konnte von dem 16. Juni bis 22. Juni 2020 auf dem Steam Game Festival heruntergeladen und gespielt werden. Von Beginn an wurde die Unterstützung für Crossplay angekündigt. Am 28. Juli 2020 ging das Spiel schließlich sowohl für Windows-Computer als auch Xbox One in den Early Access, wobei das Spiel von Anfang an auch in Microsofts Spieleabonnement Xbox Game Pass enthalten war. Die offizielle Verkaufsversion wurde am 27. September 2022 veröffentlicht.
Im Februar 2024 gab Microsoft bekannt, vier seiner bisher Xbox-exklusiven Titel auch für andere Konsolen veröffentlichen zu wollen, darunter Grounded. Zum 16. April 2024 wurde es zusammen mit dem Update 1.4 als Grounded: Fully Yoked Edition für PlayStation 4, PlayStation 5 und Switch veröffentlicht. Diese Version ermöglichte unter anderem nun auch Crossplay über alle unterstützen Plattformen hinweg. Eine physische Version auf Datenträger für die PS5, Switch und Xbox One wurde mit Unterstützung des Distributors Limited Run Games veröffentlicht.

## Rezeption
Das Spiel erhielt mehrheitlich positive Kritiken. Durchmischter fielen die Bewertungen der Switch-Version aufgrund der Einschränkungen wegen der geringeren Konsolenleistung aus.
Fachmagazine wie die GameStar und 4Players verglichen das Spiel mit dem Filmklassiker Liebling, ich habe die Kinder geschrumpft aus dem Jahr 1989. Die GameStar kritisierte die in der Early-Access-Version kaum vorhandene Story und noch zu wenigen Inhalte, schränkte zugleich aber auch ein, dass diese sich noch bis zur Fertigstellung entwickeln können. Auch wurde die englische Sprachausgabe kritisiert. Gelobt wurden hingegen die neuartige Spielidee mit ihrem ausgebauten Setting und Survival-Gameplay und die farbenfrohe Optik und Animationen des Spiels.
Bei den Golden Joystick Awards 2022 wurde Grounded als bestes Xbox-Spiel des Jahres ausgezeichnet. Nominiert wurde es unter anderem für Innovation im Bereich Zugänglichkeit bei den The Game Awards 2020 und als bestes Action-Spiel des Jahres bei den DICE Awards 2023.
Kurz nach der Veröffentlichung im Early Access erreichte das Spiel bereits über zwölftausend aktive gleichzeitige Spieler auf Steam und über 250 Tausend gleichzeitige Zuschauer auf der Livestreaming-Plattform Twitch. Die Bewertungen auf Steam fielen aber nur zu zwei Drittel positiv aus. Zwei Tage nach Start des Early Access verzeichnete der Titel eine Million Spieler insgesamt. Noch im Early Access stieg die Zahl bis Februar 2022 inklusive Game Pass auf über zehn Millionen Spieler. Zur Veröffentlichung des Spiels 2024 auf PS4, PS5 und Switch bezifferte Obsidian die Spielerzahl mit 20 Millionen.